# Quasi modo

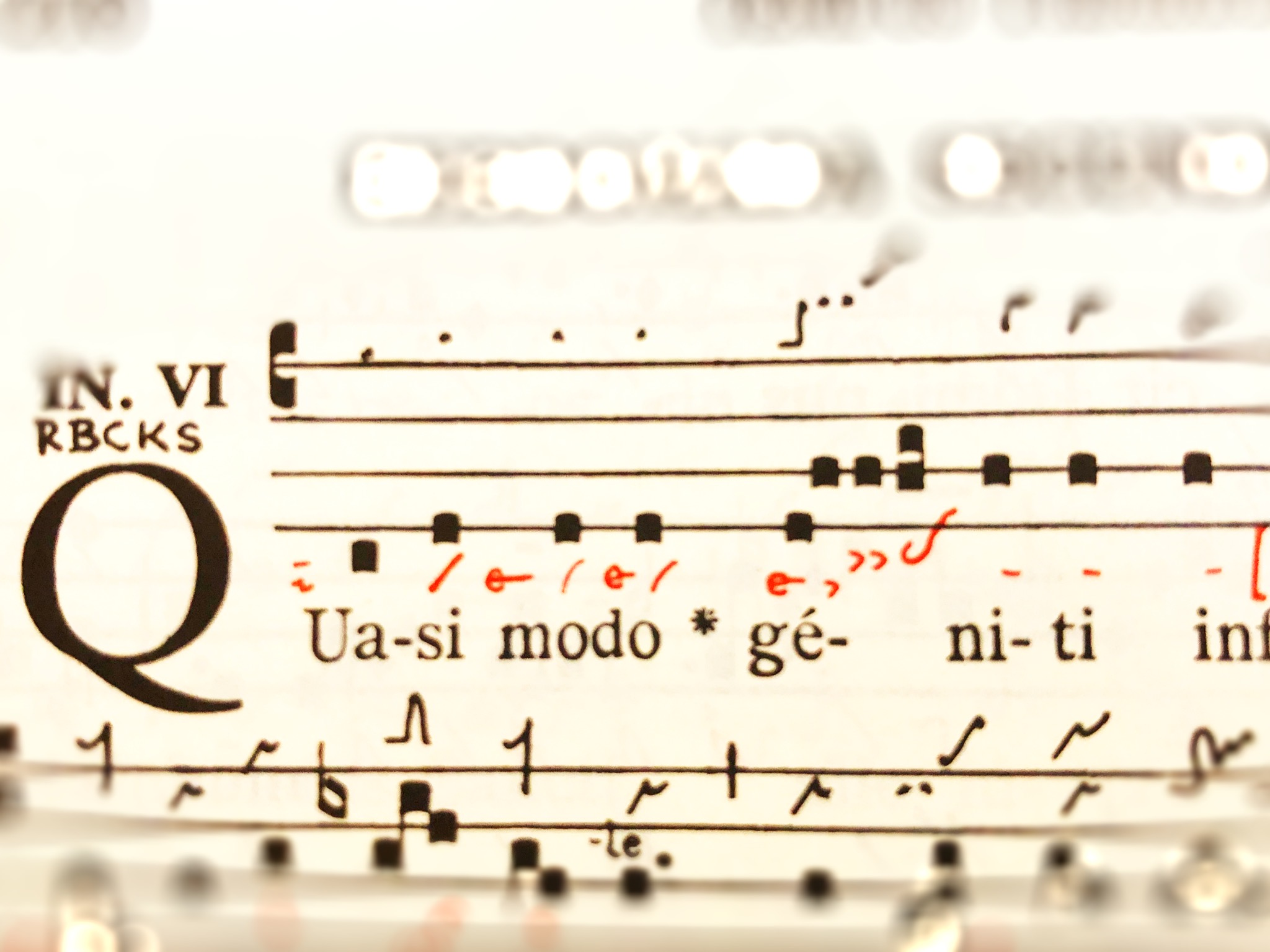
Incipit dell'Introito Quasi modo

Quasi modo  è l'incipit dell'introito della messa della seconda domenica di Pasqua e che è usato come nome di questa celebrazione.

## Liturgia cattolica

### Testo
Testo in latino: Quasi modo géniti infántes, rationábile, sine dolo lac concupíscite, ut in eo crescátis in salútem, allelúia.
Versione italiana: Come bambini appena nati desiderate il genuino latte spirituale: vi farà crescere verso la salvezza. Alleluia.
Testo originale nelle edizioni tradizionali del Messale romano: Quasi modo géniti infántes, alleluia, rationabile, sine dolo lac concupiscite, alleluia, alleluia.

### Storia liturgica

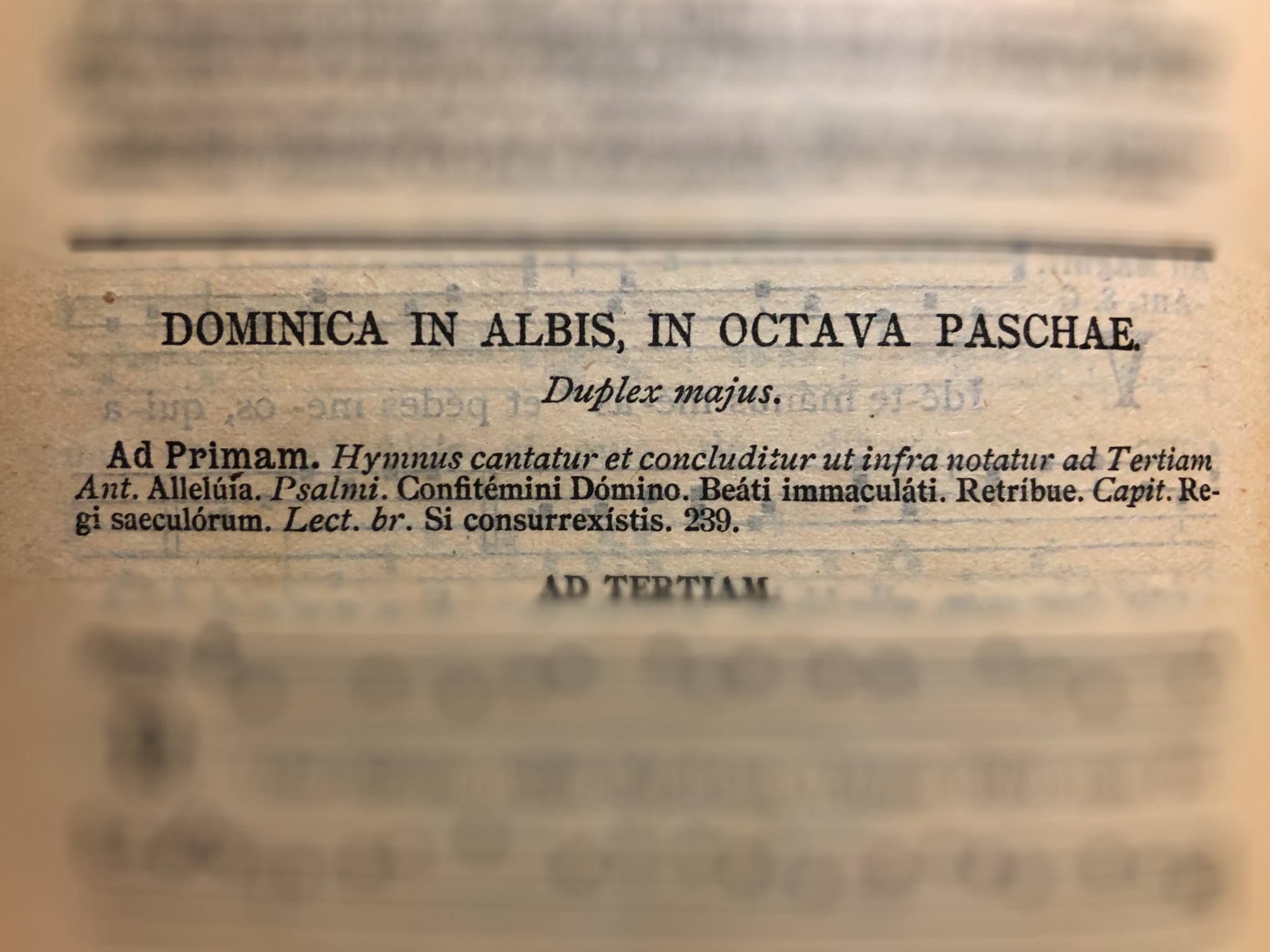
Domenica nell'Ottava di Pasqua nel Liber Usualis

Nella liturgia del rito romano, la domenica che segue la festa della Pasqua è testimone, nei nomi con cui è stata chiamata, della storia della liturgia pasquale, battesimale e devozionale. Guéranger (1805–1875) sottolineava: 
( Prosper Guéranger, L’anno liturgico. Volume terzo. Tempo Pasquale - Tempo dopo la Pentecoste, Verona, Fede e Cultura, 2017,  p. 93. cfr. Sensus fidelium)
Altra denominazione, poi, sarebbe quella di Domenica di Tommaso. Dal 2000, si è aggiunto il titolo di Domenica della divina misericordia.

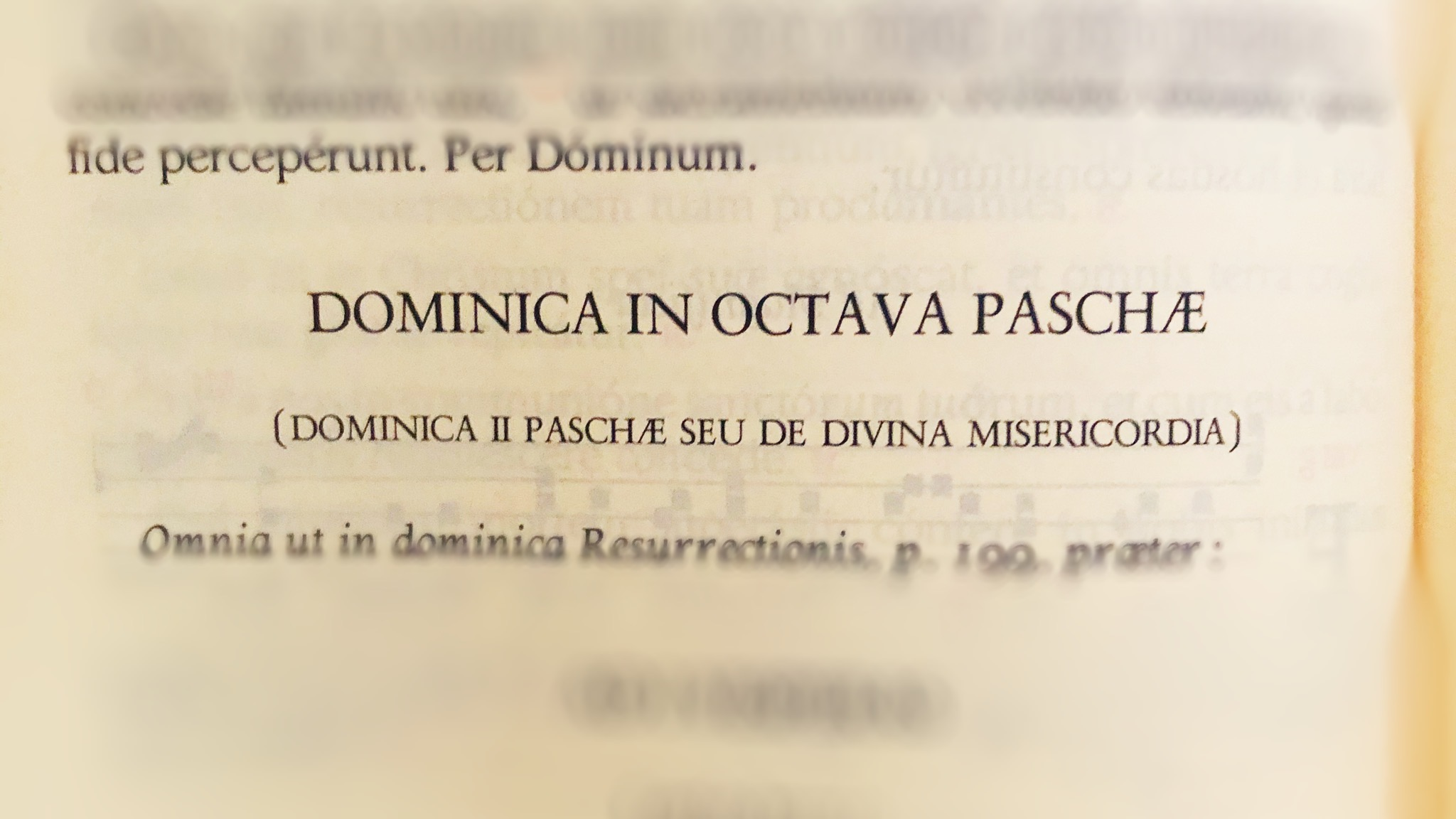
Domenica dell'Ottava di Pasqua nell'Antifonale Romano II

Mario Righetti aggiunge: "In un giorno solenne com'è questo dell'Ottava di Pasqua, quando, a cominciare dall'Intr. della Messa Quasi modo geniti infantes rationabiles..., tutto parla d'infanzia spirituale, la Chiesa romana, verso la fine del VII secolo, aveva fissato la stazione odierna presso la tomba di un martire giovinetto, il quattordicenne S. Pancrazio, in onore del quale Pp. Onorio I (625-638) aveva restaurata la basilica a lui intitolata sulla via Appia. S. Pancrazio, fin dal tempo di S. Gregorio di Tours (t 593), era considerato come il protettore dei giuramenti fatti sulla sua tomba. E poiché nel battesimo i fedeli si erano legati a Dio col più sacro dei giuramenti, per questo forse la Chiesa romana aveva scelto quella stazione, e vi conduceva i neofiti recenti e passati a riaffermare gli obblighi contratti con Dio".

#### La testimonianza di un commentario medievale
Guglielmo d'Auxerre scrive commentando la celebrazione della prima Domenica dopo Pasqua:
"Prima dominica post pascha
Die dominica in quibusdam ecclesiis fiunt octabe et dicunt responsorium de die resurrexionis et: "resurrexi", et graduale resumunt, quod derelictum erat, habentes respectum ad generalem resurrectionem, ad cuius gloriam per gradus ascenditur. Melius uero faciunt, qui non faciunt octabas. Christi enim resurrectio in octaua etate facta est. In responsorio proprie sunt octabe tantum. Qui uero faciunt eas, dicunt causa uenerationis, non significationis.
Quia uero nouiter baptizati sunt pueri et multos nouellos in quadragesima genuit ecclesia, et iterum quia in illo tempore fuerunt apostoli pueri et ideo fuit dominus cum eis quadraginta diebus post pascha instruens eos in fide, ut possent omnino fieri spirituales et conburerentur igne spiritus sancti, propter istas tres causas instruit nos ecclesia in fide. In quindena prima leguntur actus et apocalipsis, in quo habetur de septem signaculis: incarnatione et natiuitate et cetera, que christus solus aperuit, que sunt maxima principia fidei nostre. Postmodum in alia quindena in responsorio et lectionibus leguntur epistole canonice usque ad ascensionem domini, ut super fidem edificentur bona opera. Psalmi enim et epistole designant opera. Propter nouitatem autem triplicem, que dicta est, incipit introitus: "quasi modo geniti" et cetera".

## L'introito della II domenica di Pasqua
L'introito per questa domenica, conosciuto per le sue parole iniziali, il suo incipit, come Quasi modo, è una antifona il cui testo è tratto dal versetto 2:2 dalla Prima lettera di Pietro, "Quasi modo géniti infántes, rationábile, sine dolo lac concupíscite" con l'aggiunta, come caratteristico nel periodo pasquale, di "allelúia". Nelle edizioni precedenti il Concilio Vaticano II, all'antifona si aggiungono un versetto del Salmo 80: "Exsultáte Deo, adiutóri nostro: iubiláte Deo Iácob"; e il "Glória Patri".
Il testo petrino è nell'antica traduzione Vetus latina, che precede la Vulgata. Traduce l’ὡς greco con quasi anziché con l’equivalente sicut. Nella Vulgata (e nella Nova Vulgata si legge: "sicut modo geniti infantes rationale sine dolo lac concupiscite ut in eo crescatis in salutem".
Il Messale Romano del Concilio Vaticano II offre anche un introito alternativo: "Accípite iucunditátem glóriae vestrae, grátias agéntes Deo, qui vos ad caeléstia regna vocávit, allelúia", preso dal Quarto libro di Esdra

### L'introito gregoriano

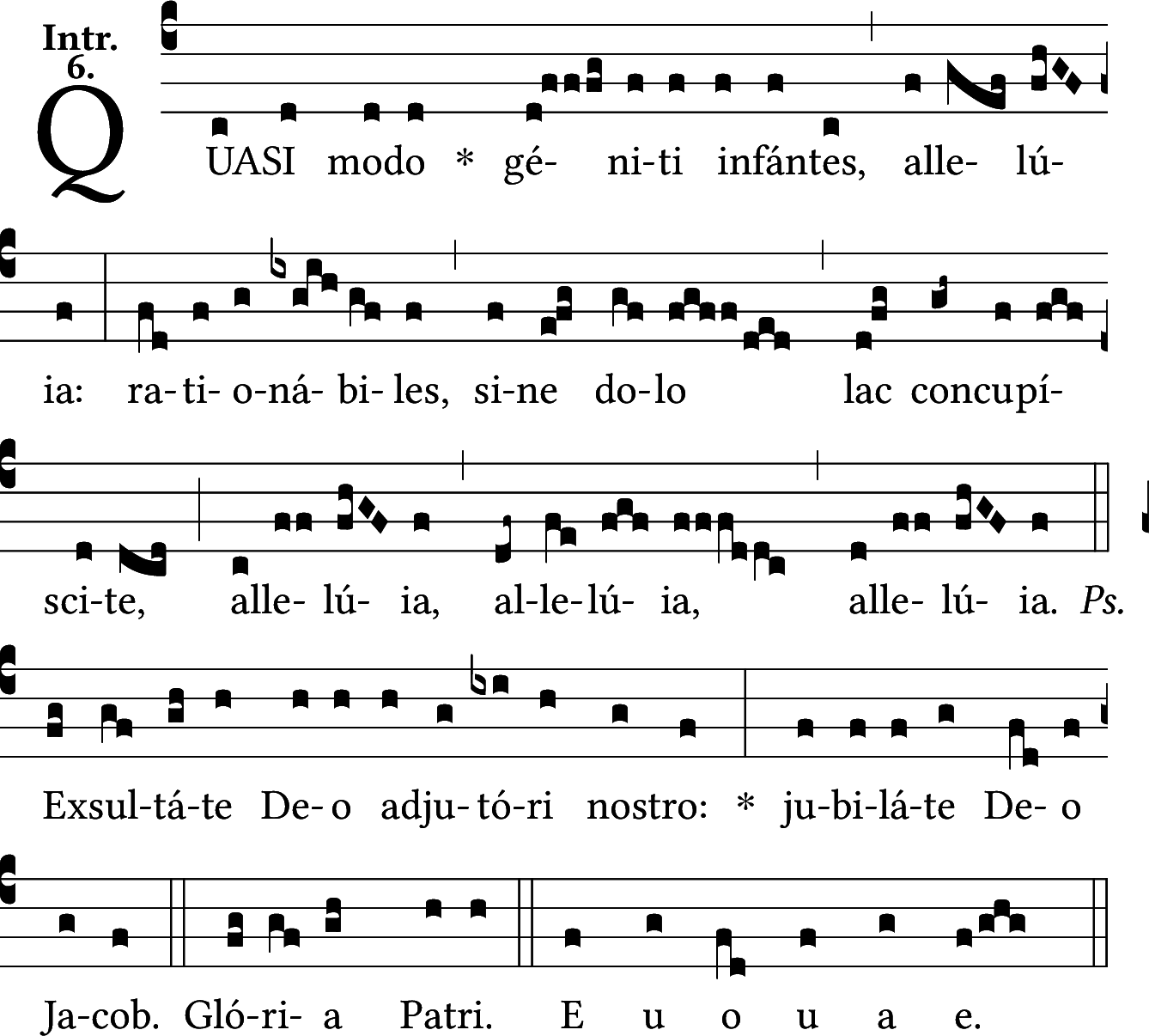
Introito Quasi modo

Il brano è nel sesto modo, comunemente chiamato Sextus devotus, ma corrente anche in alcuni temi dell'infanzia (come nel Communio della Messa della Notte di Natale In splendoribus).
Diviso nettamente in due frasi, trasmette una gioia contenuta e preziosa, sia nel testo che è ricco di acclamazioni alleluia (come è abituale nel Tempo pasquale e in particolare nell'Ottava di Pasqua) sia nella melodia. La prima frase, che comunica il concetto di semplicità (come sono semplici e puri i bambini), procede per nota contro sillaba, fatta eccezione per la sillaba accentata di geniti, e batte sostanzialmente su due note per concludersi poi in un alleluia cadenzato; la seconda invece è un po' più fiorita, ma senza eccessi, per finire nei tre alleluia, di cui il primo e il terzo ripetono la cadenza della prima frase.

#### Fonti liturgiche in uso
- Moines de Solesmes, Graduale Triplex, 1979 p. 216
- Gregorien.info - Partitions, Académie de chant grégorien[15]
- Johannes Berchmans Göschl et al., Graduale Novum de Dominicis et Festis, 2011 p. 189[16]
- Anton Stingl, jun., Graduale restitutum - gregor-und-taube.de[17].

#### Fonti liturgiche medievali
- Bamberg, Staatsbibliothek lit. 6 f. 44 Bavaricon p. 92[18]
- Bamberg, Staatsbibliothek lit.7 f. 41v Incipit noté Bavaricon p. 85
- Benevento, Biblioteca Capitolare 33 f.  87v
- Benevento, Biblioteca Capitolare 34 f. 144v
- Bruxelles, bibliothèque royale 10127-44 - Mont-Blandin AMS 87
- Chartres, Bibliothèque municipale 47 - Graduel f. 34v
- Cambrai, Bibliothèque municipale 0075 (0076) - St-Vaast d’Arras f. 90v
- Cologny (Genève), Bibliotheca Bodmeriana C 74 - St. Cecilia in Trast. f. 87v
- Einsiedeln, Stiftbibliothek 121 f. 225
- Graz, Universitätsbibliothek 807 f. 110
- Laon, Bibliothèque municipale 239 f. 117 Facsimilé p. 112
- Montpellier, Bibliothèque de l’Ecole de Médecine H 159 f. 38v 3.p; autre numérotation: 66
- Paris, Bibliothèque nationale de France 776 - Albi f. 76
- Paris, Bibliothèque nationale de France lat. 903 - Saint-Yrieix f. 162
- Paris, Bibliothèque nationale de France lat 9434 - St-Martin de Tours f. 127r
- Paris, Bibliothèque nationale de France lat. 12050 - Ant. Corbie AMS 87
- Paris, Bibliothèque nationale de France lat. 17436 - Compiègne AMS 87
- Paris, Bibliothèque nationale de France lat 18010 - Gr. Corbie f. 27r
- Paris, Bibliothèque Sainte-Geneviève 111 - Senlis AMS 87
- Roma, Biblioteca Angelica 123 - Angelica 123 f. 115v
- Sankt-Gallen, Stiftsbibliothek 339 f. 113 Facsimilé p. 82
- Sankt-Gallen, Stiftsbibliothek 376 p. 208
- Zürich, Zentralbibliothek Rh. 30 - Gr. Rheinau AMS 87

### Curiosità letterarie

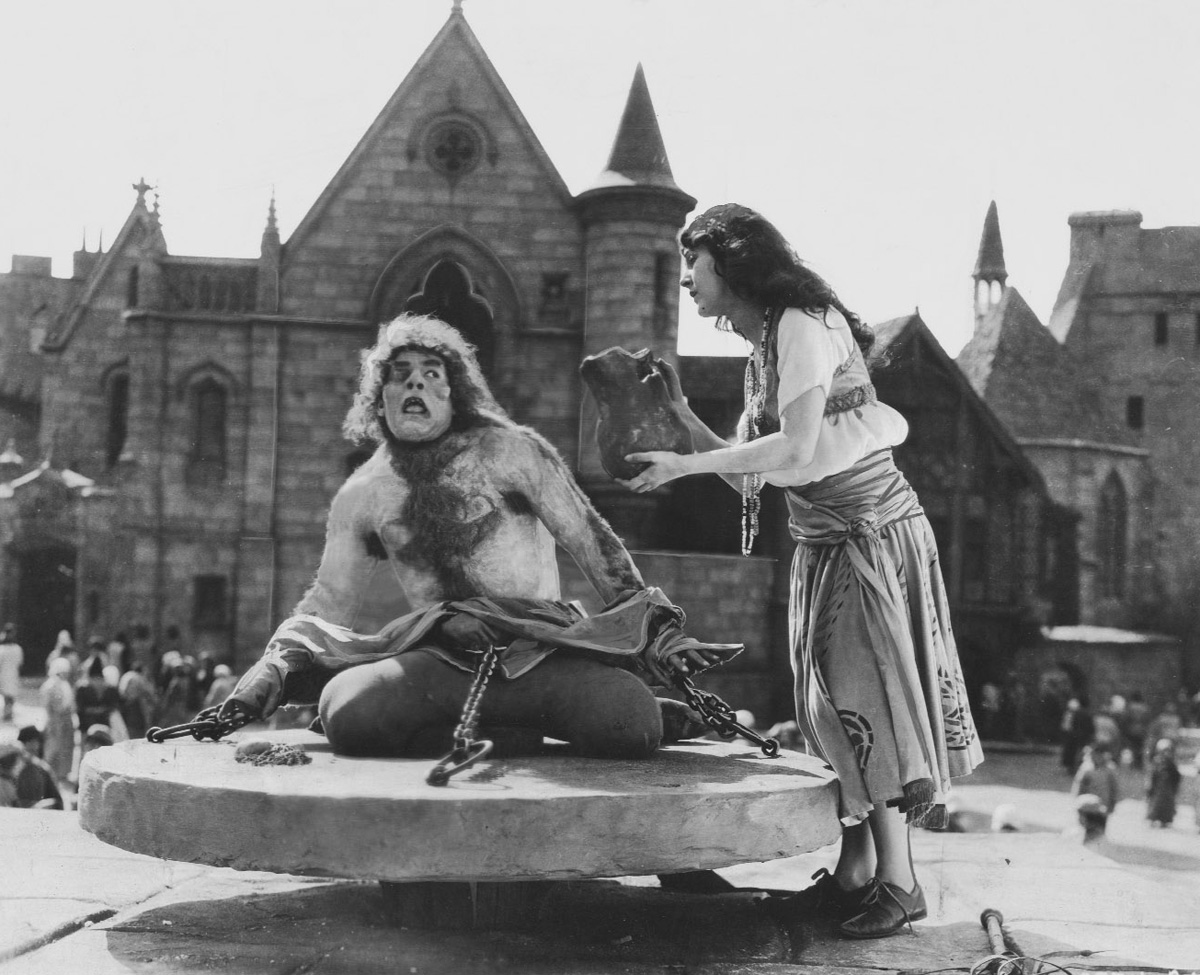
Quasimodo

## La festa di “Cuasimodo”

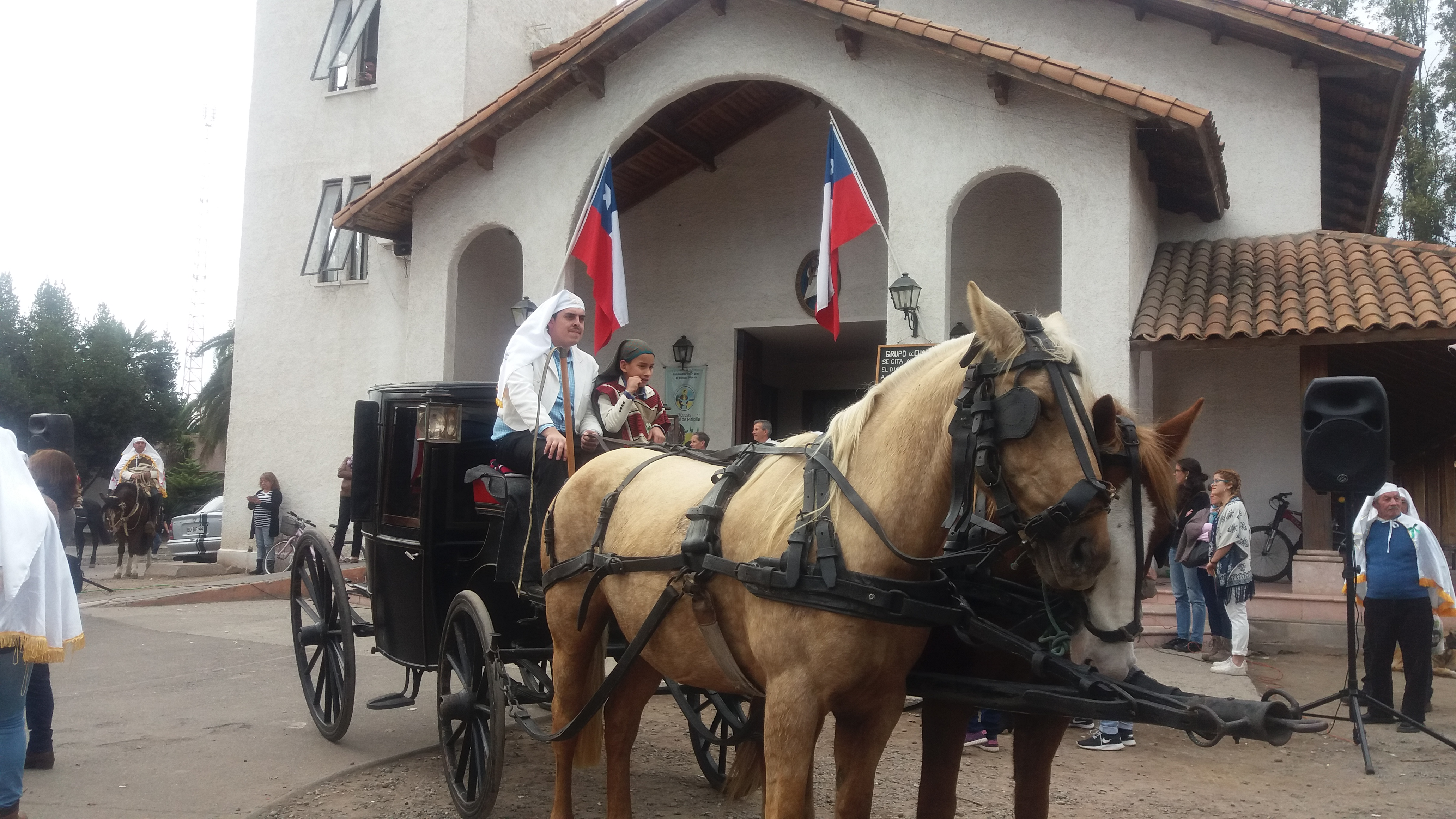
Fiesta de Cuasimodo